# 圣纳塔莱娜
圣纳塔莱娜（法語：Sainte-Nathalène，法語發音：[sɛ̃t natalɛn]）是法国多尔多涅省的一个市镇，属于萨拉拉卡内达区。

## 地理
圣纳塔莱娜（44°54'20"N, 1°17'12"E）面积13.57 平方千米，位于法国新阿基坦大区多爾多涅省，该省份为法国西南部内陆省份，是法國本土面积第三大的省，大致对应佩里戈尔地区，北起顺时针与夏朗德省、上维埃纳省、科雷兹省、洛特省、洛特-加龙省、吉倫特省和滨海夏朗德省接壤。
与圣纳塔莱娜接壤的市镇（或旧市镇、城区）包括：圣克雷潘和卡尔吕塞、萨拉拉卡内达、普鲁瓦桑、圣樊尚勒帕吕埃勒、普拉德卡尔吕、锡梅罗勒、萨利尼亚克-埃维格。

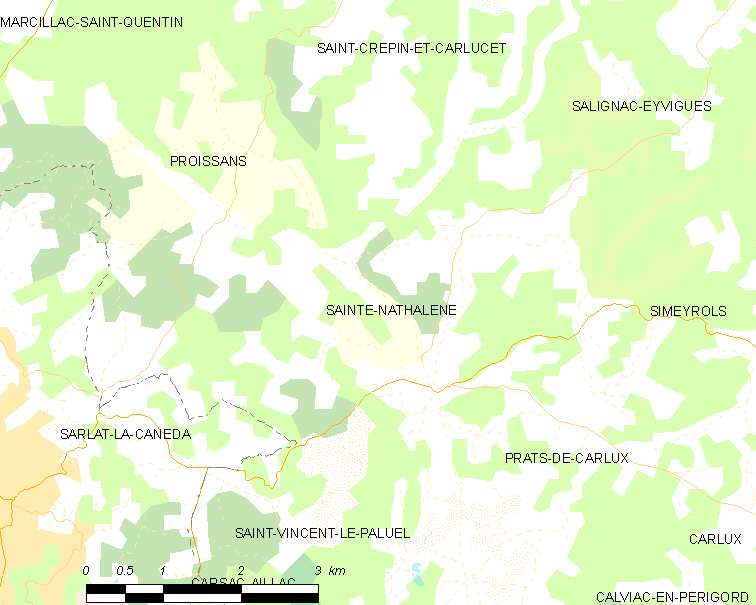
圣纳塔莱娜的OSM定位图

圣纳塔莱娜的时区为UTC+01:00、UTC+02:00（夏令时）。

## 行政
圣纳塔莱娜的邮政编码为24200，INSEE市镇编码为24471。

## 政治
圣纳塔莱娜所属的省级选区为萨拉拉卡内达县。

## 人口

1962-2008年间圣纳塔莱娜人口变化图示

圣纳塔莱娜于2022年1月1日时的人口数量为648人。